# Malta a la Guy
Malta a la Guy es un cóctel a base de malta azucarada, anís y limón. También es conocido como Maltguaro o Maltanis entre otros.

## Historia
Este cóctel aparece como resultado de una simple casualidad, en la búsqueda de un cóctel capaz de darle un toque suave y dulce al aguardiente. Actualmente es popular en los bares y "Gargotes" de la 93 , en Colombia.
Sus ingredientes son:
- Malta azucarada fría ( 5 a 8 °C).
- 30 cl. de aguardiente o anís.
- 1 limón.
- Hielo.

## Preparación
Mezclar todos los ingredientes en una jarra con hielo abundante.
Servir inmediatamente en vasos de cerveza. 
Es aconcejable colocar los vasos 1 hora antes en el congelador, para dar un aspecto ice.
- Datos: Q5990685